# Чевернур (Моркинський район)
Чеверну́р (рос. Чевернур, марій. Чевернур) — присілок у складі Моркинського району Марій Ел, Росія. Входить до складу Коркатовського сільського поселення.

## Населення
Населення — 4 особи (2010; 12 у 2002).
Національний склад (станом на 2002 рік):
- лучні марійці — 100 %